# Победа (Снежнянский городской совет)
Победа (укр. Побєда) — посёлок, входит в Снежнянский городской совет Донецкой области Украины. Находится под контролем самопровозглашённой Донецкой Народной Республики.

## География
Посёлок расположен на левом берегу реки под названием Ольховчик (правый приток Миуса).

## Население
Население по переписи 2001 года составляло 565 человек.

## Общая информация
Почтовый индекс — 86595. Телефонный код — 6256. Код КОАТУУ — 1414447700.

## Местный совет
86595, Донецкая обл., Снежнянский городской совет, пгт. Первомайский, ул. В. Буглаева, 12а, 5-40-07.